# Dibër prefektur
Dibra prefektur (alb. Qarku i Dibrës) är en av Albaniens tolv prefekturer. Den bestod fram till 2014 av distrikten Dibra och Mat med Peshkopia som residensstad.
Perfekturen är sedan 2014 indelad i kommunerna Bulqizë, Dibër, Klos och Mat.
Orter i perfekturen är Bulqiza, Burgajet, Burrel, Gjoricë, Krastë och Peshkopia.
| Kommuner | Admistrativa enheter i kommunen | Tidigare distrikt |
| -------- | --- | ----------------- |
| Bulqiza  | Bulqiza, Fushë-Bulqizë, Gjoricë, Martanesh, Ostren, Shupenza, Trebisht, Zerqan                                                                | Bulqizë           |
| Dibra    | Arras, Fushë-Çidhën, Kala e Dodës, Kastriot, Lurë, Luzni, Maqellarë, Melan, Muhurr, Peshkopia, Selishtë, Sllovë, Tomin, Zall-Dardhë, Zall Reç | Dibra             |
| Klos     | Gurrë, Klos, Suç, Xibra | Mat               |
| Mat      | Baz, Burrel, Derjan, Komës, Lis, Macukull, Rukaj, Ulza                                                                                        | Mat               |

Komuna e Klosit är en kommundel och tidigare kommun i Albanien. Den ligger i prefekturen Dibër prefektur, i den centrala delen av landet, 30 km nordost om huvudstaden Tirana.